# Nařízení MiCA
Nařízení MiCA (zkratka pro Markets in Crypto-Assets Regulation, česky Nařízení o trzích s kryptoaktivy) je právní předpis Evropské unie, který byl přijat s cílem vytvořit jednotný regulatorní rámec pro kryptoaktiva v rámci vnitřního trhu EU. Nařízení je součástí širší iniciativy Evropské komise známé jako Balíček pro digitální finance a představuje první komplexní regulaci kryptoaktiv na úrovni EU. V ČR je zákon č. 31/2025 Sb. o digitalizaci finančního trhu v účinnosti od 15. 2. 2025, který pravomoci dozoru v této oblasti svěřil České národní bance (ČNB). 

## Oblast působnosti
Nařízení MiCA se vztahuje na emitenty a poskytovatele služeb spojených s kryptoaktivy, které dosud nebyly regulovány jinými právními předpisy EU, jako je např. MiFID II. Kryptoaktiva rozděluje do tří skupin podle jejich krytí a míry regulace. Ta se týká jak vydavatelů kryptoaktiv, tak obchodníků. Díky zákonu o digitálních financích budou poskytovatelé služeb souvisejících s kryptoaktivy nově licencovaným subjektem dohlíženým Českou národní bankou. Pokrývá tři hlavní typy kryptoaktiv:
1. Tokeny vázané na aktiva (asset-referenced tokens, ARTs)
2. Elektronické peněžní tokeny (e-money tokens, EMTs)
3. Ostatní kryptoaktiva, včetně tzv. utility tokenů

## Dopady na Českou republiku
V České republice je příslušným orgánem pro výkon dohledu nad subjekty regulovanými podle nařízení MiCA Česká národní banka. Tuto roli jí svěřil zákon o digitalizaci finančního trhu, který nabyl účinnosti 15. února 2025 po schválení Parlamentem České republiky. ČNB je tak odpovědná za přijímání žádostí a oznámení podle nařízení MiCA, včetně oznámení bílých knih kryptoaktiv, žádostí o povolení vydavatelů tokenů vázaných na aktiva (ART) nebo elektronických peněžních tokenů (EMT) a registraci poskytovatelů služeb souvisejících s kryptoaktivy (CASP).
Subjekty, které poskytovaly služby v oblasti kryptoaktiv na základě živnostenského oprávnění před 30. prosincem 2024, mohou v souladu s přechodnými ustanoveními pokračovat ve své činnosti až do doby, než bude rozhodnuto o jejich žádosti o povolení podle MiCA, nejpozději však do 1. července 2026. 
Součástí legislativy je také zavedení časového a hodnotového testu pro zdanění digitálních aktiv, podobně jako u jiných finančních nástrojů, což přináší daňové úlevy pro dlouhodobé investory.